# Maison de l'isle Gontier
La maison de l'isle Gontier ou maison neuve de l'isle est une habitation ancienne située sur la commune du Croisic, dans le département français de la Loire-Atlantique.

## Présentation
La maison est bâtie au milieu du XVIIe siècle. L'emplacement privilégié à un carrefour retenu pour sa construction traduit la volonté de son propriétaire d'affirmer son rang.

### Historique
La maison a vraisemblablement été construite par Philippe Gontier, sieur de la Porte. En 1680, on signale qu'elle est appelée couramment la « maison de l'isle Gontier » ou la « maison neuve de l'isle ».
À la fin du XVIIIe siècle, elle est achetée par le négociant Antoine Millon de Villeroy. Il revend sa maison en 1814 à Christophe Marial-Simonin, hydrographe du roi au Croisic. Ce dernier y accueille les élèves de la prestigieuse école d'hydrographie.

### Architecture
La maison est construite sur une cave, ce qui est rare en centre ville. Elle a conservé de son origine un long appui saillant courant le long du rez-de-chaussée et une belle porte du XVIIe siècle à pilastres soutenant un fronton triangulaire.
Elle a subi des transformations au cours de son histoire : l'étage a été surélevé, les arcades du rez-de-chaussée datent du XXe siècle et des ouvertures nouvelles ont été percées.

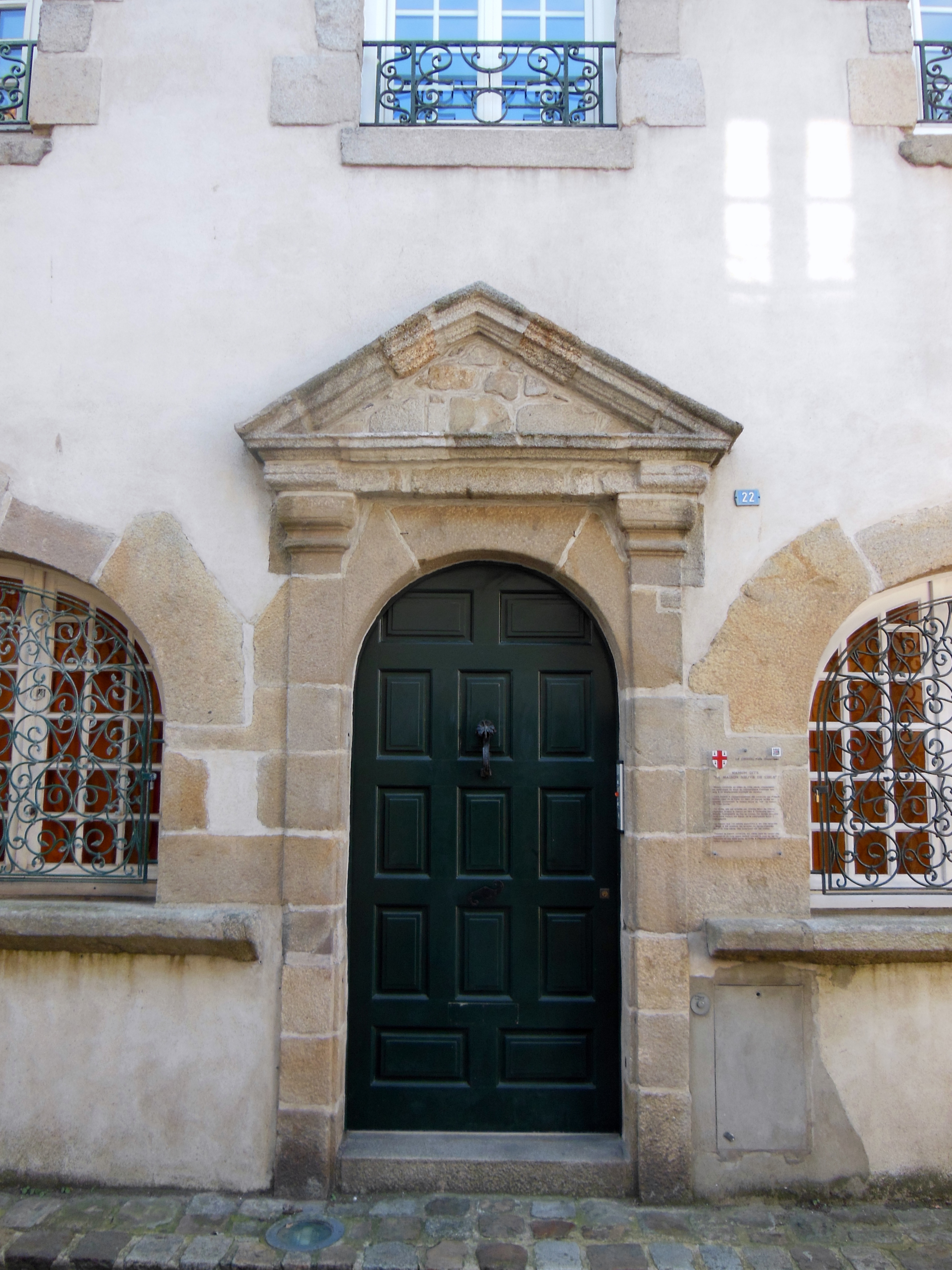
Porte soutenant un fronton triangulaire